# Museu Folclórico de Gwangju
O Museu Folclórico Municipal de Gwangju (em coreano:  광주시립민속박물관) é um museu localizado em Buk-gu, na cidade de Gwangju, Coreia do Sul.
O museu apresenta coleções da cultura tradicional da região - costumes folclóricos étnicos e estilos de vida - usando dioramas, modelos, efeitos sonoros, vídeos e muito mais.
O primeiro andar abriga uma sala de exposições, com artefatos mostrando a vida diária tradicional dos coreanos. O segundo andar abriga o Salão da Cultura Espiritual, mostrando o mundo espiritual dos residentes da região. Os coreanos consideram a troca de idade, o casamento, o funeral e os rituais dos antepassados como as quatro cerimônias mais importantes na vida de uma pessoa. Os visitantes podem ver todas as maneiras formais das quatro cerimônias no salão de exposições.